# Rainer Klutsch
Rainer Klutsch (* 27. Dezember 1972 in Leonberg) ist ein deutscher Fernsehkoch, Gastronom und Kochbuchautor.

## Leben
Rainer Klutsch wurde als Sohn einer siebenbürgisch-sächsischen Familie in Leonberg geboren und wuchs mit zwei Brüdern in Metzingen auf. Schon in seiner Jugend entdeckte er sein Interesse am Kochen und Backen und kochte Rezepte seiner Großmutter nach.
Seit Januar 2023 gehört er zur festen Stammbesetzung der Fernsehsendung Kaffee oder Tee im SWR und tritt regelmäßig im ARD-Buffet auf. Seine Präsenz im Fernsehen brachte ihm zudem zahlreiche Einladungen in andere Kochsendungen ein. So war er im April 2024 Gast in der Sendung Einfach und köstlich mit Björn Freitag.
Zusätzlich erlangte er Aufmerksamkeit durch seine Teilnahme an der Kochshow The Taste auf SAT.1. Von 2014 bis 2021 betrieb er in Stuttgart die Eventlocation „Klutsch“, die eine Kochschule und einen Catering-Service umfasste.
2021 veröffentlichte er das Kochbuch Am Herd meiner Oma, das traditionelle Rezepte der siebenbürgischen Küche enthält und die Geschichte seiner Familie, insbesondere seiner Großmutter Edith, erzählt, die seinen Kochstil prägte.

## Publikationen
- Am Herd meiner Oma – Familienrezepte aus Siebenbürgen, Juli 2021, Ars Vivendi Verlag, ISBN 978-3-7472-0247-0